# 필리프 보이

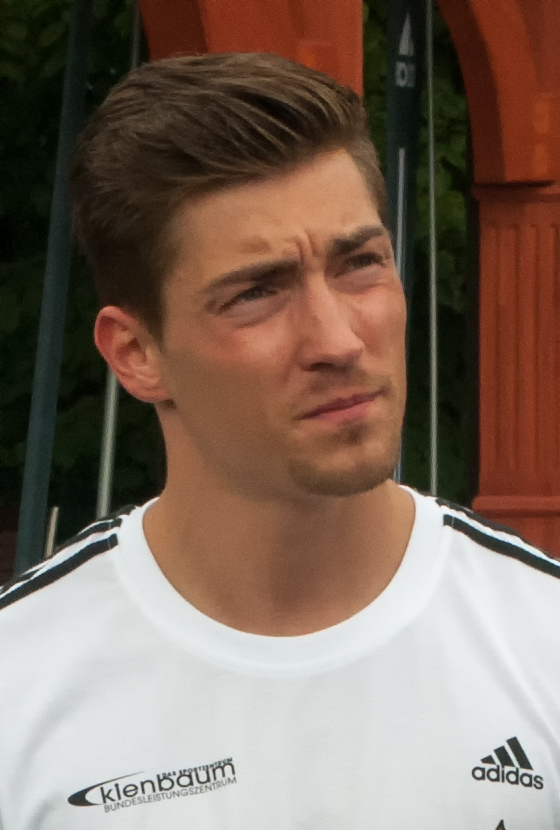
필리프 보이

필리프 보이(Philipp Boy, 1987년 7월 23일 ~ )는 독일의 체조 선수이다. 그는 2007년과 2010년 세계 동메달 획득 팀의 멤버였다. 또한 그는 월드 올 어라운드(World All Around) 대회(2010년과 2011년)에서 연속 은메달을 획득했다. 그는 2011년 유럽 종합 챔피언이다. 2011년 세계 선수권 대회에서 보이는 하이바 루틴 덕분에 종합 은메달을 획득했다. 그는 지금까지 하이바에서 가장 높은 점수인 16.066점을 받았다.

## 닌자 워리어
2017년 그는 RTL의 닌자 워리어 저머니(Ninja Warrior Germany)에 참가했지만 두 번째 장애물에서 예선에 실패했다. 2018년에 그는 2라운드 준결승에 진출했다. 2019년 그는 지금까지 최고의 성적을 거두며 결승에 진출했다.

## 셀리브리티 닌자 워리어
2017년, 2018년, 2019년에 참가해 세 번 모두 2위를 차지했다.